# James Florence
James Brian Florence (Marietta, Georgia, 31 de mayo de 1988) es un jugador de baloncesto estadounidense que pertenece a las filas del Sigortam.Net İTÜ de la TBL, la segunda división turca. Mide 1,85 metros de altura y ocupa la posición de base.

## Biografía
Se formó como jugador en la Universidad de Mercer de la NCAA.  En 2010, Florence llega a Igokea después de haber pasado el año anterior con la Universidad de Mercer, donde promedió 17 puntos y 4 asistencias por partido. También jugó la liga de verano con los Philadelphia 76Sixers sin poder superar el corte final.
El americano comenzó la temporada 2014-15, en el KK Zadar para pasar posteriormente al TED Ankara.
En la temporada 2015-16, firma con el Paris-Levallois Basket con el que disputa 3 partidos en la Pro A, promediando 7 puntos, 2 rebotes y 3 asistencias, para más tarde, abandonar el club parisino y firmar por la Cibona Zagreb.
En la temporada 2020-21, firmaría por el Stal Ostrów Wielkopolski del Polska Liga Koszykówki.
En la temporada 2022-23, firma por el Arka Gdynia del Polska Liga Koszykówki.